# Сборная Перу по регби
Сборная Перу по регби (исп. Selección de rugby del Perú) представляет Перу в международных соревнованиях по регби-15 высшего уровня. Команда играет на международном уровне с 1958 года. Сборной управляет Перуанская федерация регби. По состоянию на 6 мая 2013 года сборная занимает 77-е место в международном рейтинге IRB.

## История

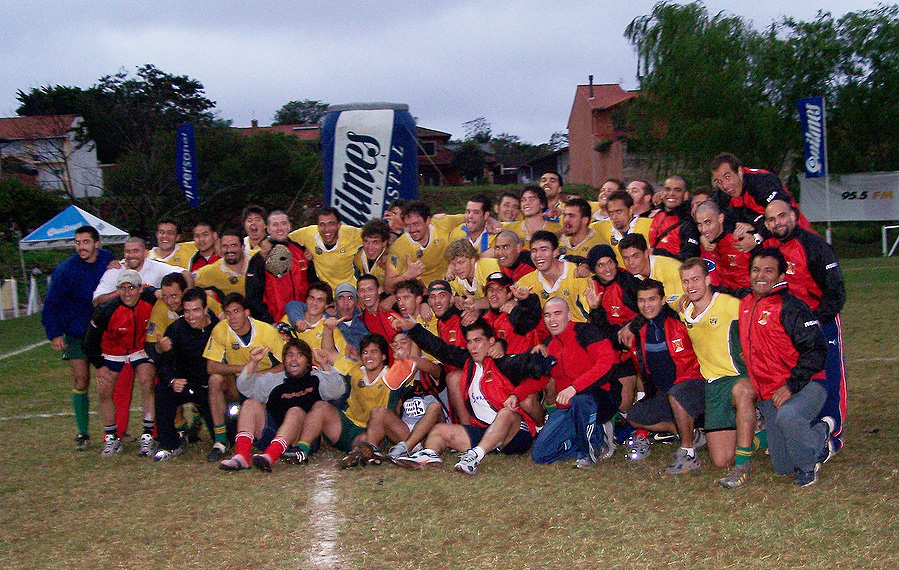
Сборные Перу и Бразилии.

В 1958 году Перу стало участником первого южноамериканского турнира по регби в Сантьяго. Тогда соперниками дебютантов стали Аргентина, Уругвай и команда хозяев. Так как турнир не был зарегистрирован представителями IRB, Перуанская федерация регби отказывается признавать результаты турнира. Интересно, что сама федерация была создана через 39 лет после проведения кубка.
В сентябре 1999 года перуанцы стали участниками своего первого официального турнира. Сборная игроков до 21 года сыграла на южноамериканском чемпионате в Асунсьоне. В ноябре 2000 года первая сборная приняла участие в розыгрыше второго дивизиона континентального чемпионата. Соперниками перуанских регбистов стали Бразилия и Венесуэла. В 2001 году Перу приняло участие в квалификации к чемпионату мира, встретившись с Бразилией, Венесуэлой и Колумбией. Команде удалось обыграть колумбийцев, и эта победа стала их первым успехом на домашнем стадионе.
Второй дивизион чемпионата Южной Америки в 2007 году прошёл на территории Перу. Сборная стала второй, пропустив вперёд Бразилию, а Венесуэла и Колумбия заняли третье и четвёртое места соответственно. Сборная выиграла второй дивизион в 2010 году, завоевав свой первый международный титул.

## Результаты
По состоянию на 13 мая 2013 года.
| Соперник   | Матчи | Победы | Поражения | Ничьи | Доля побед |
| ---------- | ----- | ------ | --------- | ----- | ---------- |
| Аргентина  | 1     | 0      | 1         | 0     | 0 %        |
| Бразилия   | 8     | 0      | 8         | 0     | 0 %        |
| Венесуэла  | 13    | 5      | 8         | 0     | 38 %       |
| Колумбия   | 11    | 6      | 5         | 0     | 55 %       |
| Коста-Рика | 4     | 4      | 0         | 0     | 100 %      |
| Парагвай   | 4     | 0      | 4         | 0     | 0 %        |
| Уругвай    | 1     | 0      | 1         | 0     | 0 %        |
| Чили       | 2     | 0      | 2         | 0     | 0 %        |
| Всего      | 44    | 15     | 29        | 0     | 34 %       |